# 鎌田宏夢
鎌田 宏夢（かまだ ひろむ、1995年9月2日 - ）は、琉球放送 (RBC) のアナウンサー。

## 来歴
宮城県仙台市出身。宮城県泉館山高等学校、日本大学経済学部 卒業。
2018年4月2日 に琉球放送に入社し、同局のアナウンサーになる。

## 担当番組

### ラジオ番組
- アップ!! - 水曜・木曜・金曜メインMC
- ジ・アナウンサーズ 特命全権アナβ[2]

### テレビ番組
- RBC NEWS Link - 火曜スポーツコーナー担当[2]
- Jリーグ・FC琉球ホームゲーム中継（DAZN） - 実況担当
- KICK OFF! OKINAWA - ナビゲーター